# کلسی ورل

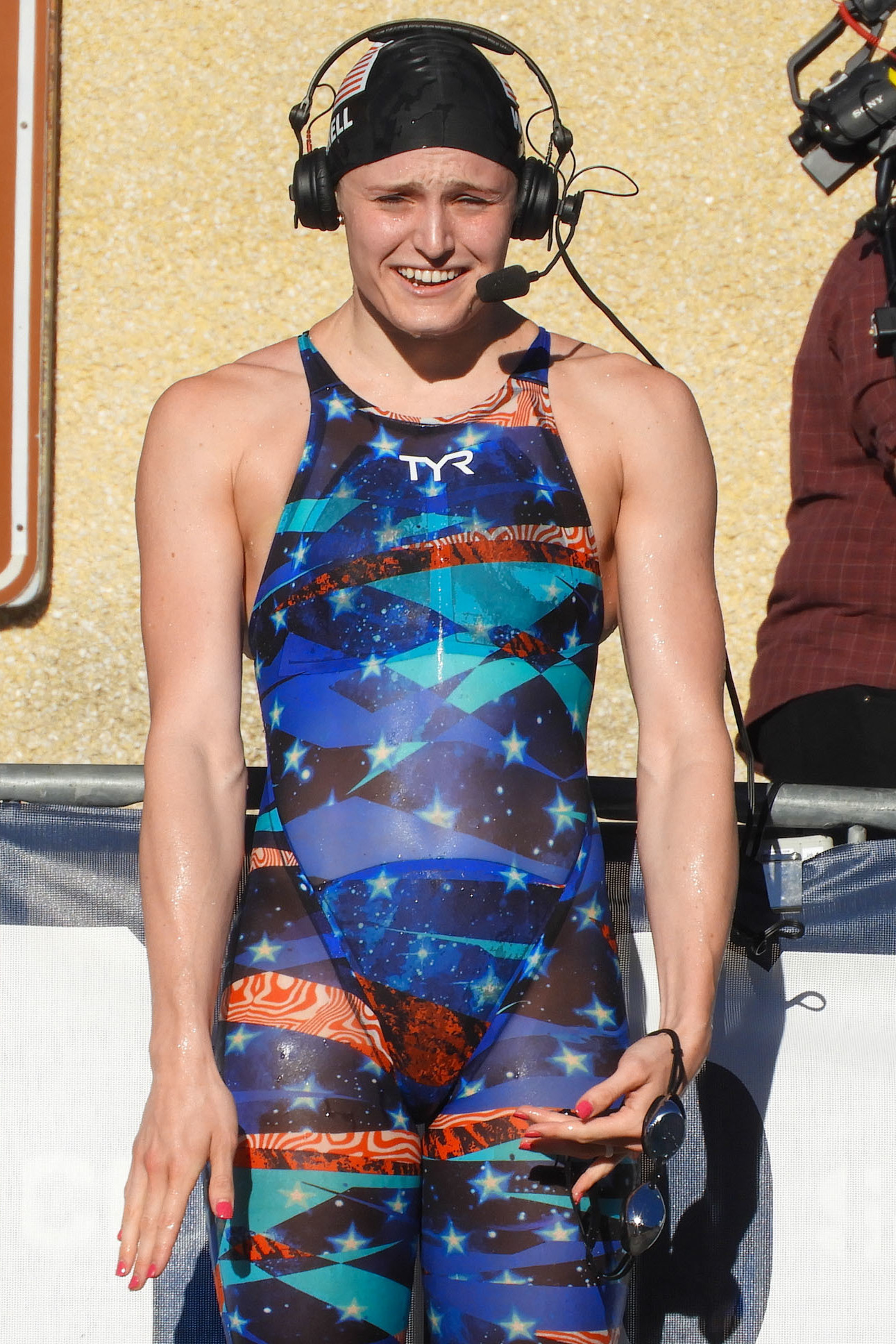
کلسی ورل در سال ۲۰۱۷

کلسی ورل (انگلیسی: Kelsi Worrell؛ زادهٔ ۱۵ ژوئیهٔ ۱۹۹۴) ورزشکار ورزش شنا اهل ایالات متحده آمریکا است.
وی در مسابقات کشوری و بین‌المللی در مجموع برندهٔ ۱۰ مدال طلا، ۴ مدال نقره، ۱ مدال برنز شده‌است.